# Жерм
Жерм (фр. Germ) насеље је и општина у јужној Француској у региону Миди Пирене, у департману Горњи Пиринеји која припада префектури Бањер де Бигор.
По подацима из 2011. године у општини је живело 43 становника, а густина насељености је износила 3,43 становника/km². Општина се простире на површини од 12,55 km². Налази се на средњој надморској висини од 1300 метара (максималној 2.683 m, а минималној 1.160 m).

## Демографија
| 1962. | 1968. | 1975. | 1982. | 1990. | 1999. | 2011. |
| ----- | ----- | ----- | ----- | ----- | ----- | ----- |
| 41    | 44    | 44    | 42    | 31    | 25    | 43    |

График промене броја становника у току последњих година